# 竹澤権右衛門
竹澤 権右衛門（たけざわ ごんえもん）は、義太夫節の三味線方の名跡。代々不明な点が多い。

## 初代
（生没年不詳）
和泉国尾崎の生まれ、井上播磨掾の門弟。播磨掾後に竹本義太夫に付いた。1684年に大坂道頓堀に竹本座を開設した際に義太夫を弾いたと言われる。現在でも「野澤」「豊澤」「鶴澤」等の「澤」の姓はこれに由来する。後豊竹座にも出勤。
晩年引退し弟子の指導に尽力した。

## 2代目
後に初代豊澤広助を名乗り一派を企てる。

## 3代目
（生没年不詳）
2代目権右衛門（後の初代広助）の門弟が1813年に竹澤権右衛門を襲名。豊沢権右衛門ともいう。

## 4代目
（生年不詳 - 安政2年（1855年））
大坂泉州堺の生まれ、4代目竹澤弥七の門弟で力造、2代目宗六を経て1835年に5代目弥七を襲名。後に4代目権右衛門を襲名。

## 5代目
（天保10年1月25日（1839年3月10日） - 大正15年（1926年）4月13日）本名は鶴沢重助。幼名を卯之松。通称「浮世小路の権右衛門」。
大坂大阪市北区堂島の生まれ、1849年初代鶴澤燕三の門人となり燕四。1865年4代目鶴澤才治。1914年に5代目権右衛門を襲名。
2代目竹本津太夫（後7代目竹本綱大夫）の相三味線で活躍。美声であったという。